# Viola (piłkarz)
Viola, właśc. Paulo Sérgio Rosa (ur. 1 stycznia 1969 w São Paulo) – brazylijski piłkarz występujący na pozycji napastnika, Mistrz Świata z 1994 roku.

## Kariera
Zaczynał karierę w słynnym Corinthians Paulista, gdzie grał w latach 1988–1995. Następnie wyjechał do Europy, lecz w hiszpańskiej Valencii spędził tylko jeden sezon. Wrócił do ojczyzny i reprezentował barwy SE Palmeiras, Santos FC i CR Vasco da Gama. W 2002 roku ponownie wyjechał do Europy; w tureckim Gaziantepsporze grał przez dwa sezony. Po kolejnym powrocie do Brazylii występował w Guarani FC, natomiast w maju 2006 roku przeszedł do drugoligowego São Raimundo.
Z Corinthians Paulista dwukrotnie wywalczył mistrzostwo stanu São Paulo (1988, 1995). W barwach Santosu FC sięgnął po tytuł króla strzelców ligi brazylijskiej (21 goli w sezonie 1998).
W reprezentacji Brazylii rozegrał 8 spotkań (w latach 1993–1995), zdobył 2 bramki. Dość szczęśliwie znalazł się w kadrze na Mistrzostwa Świata w 1994 roku, przede wszystkim w efekcie konfliktu trenera Carlosa Alberto Gomesa Parreiry z kontrowersyjnym Edmundo Alvesem de Souzą Neto. W turnieju Viola wystąpił tylko w jednym spotkaniu, ale był to mecz finałowy przeciwko Włochom. W 106 min zastąpił pomocnika Crizama Césara de Oliveirę Filho (Zinho).